# جوزيف كابل بريكينريدغ سينيور
جوزيف كابل بريكينريدغ سينيور (بالإنجليزية: Joseph Cabell Breckinridge, Sr.)‏ هو عسكري أمريكي، ولد في 14 يناير 1842 في بالتيمور في الولايات المتحدة، وتوفي في 1920 في واشنطن العاصمة في الولايات المتحدة.